# Alfa Romeo Tipo A
Alfa Romeo Tipo A Monoposto je prvi enosedežni dirkalnik Alfe Romeo, ki je bil uporabljen v sezoni 1931, ko sta z njim dirkala Tazio Nuvolari in Giuseppe Campari. Razlog za prehod na enosedežne dirkalnike je bila prepoved mehanikov sovoznikov zaradi več smrtnih nesreč v zadnjem času. Motor je lahko razvil moč 230 KM pri 5200 rpm, najvišja hitrost pa je bila 312 km/h.  Najboljši rezultat je bil dosežen na dirki Coppa Acerbo, ko je zmagal Campari, Nuvolari pa je bil tretji. Toda zaradi kompleksnosti dirkalnika so se na dirkah stalno pojavljale manjše in večje okvare, zato je že za naslednjo sezono 1932 Vittorio Jano razvil nov dirkalnik Tipo B. Dirkalnik Tipo A je bil izdelan v štirih primerkih, do danes pa se je ohranil le eden, ki je razstavljen v muzeju Alfe Romeo.